# New Vienna (Ohio)
New Vienna es una villa ubicada en el condado de Clinton en el estado estadounidense de Ohio. En el Censo de 2010 tenía una población de 1224 habitantes y una densidad poblacional de 541,96 personas por km².

## Geografía
New Vienna se encuentra ubicada en las coordenadas 39°19′34″N 83°41′34″O / 39.32611, -83.69278. Según la Oficina del Censo de los Estados Unidos, New Vienna tiene una superficie total de 2.26 km², de la cual 2.21 km² corresponden a tierra firme y (2.18%) 0.05 km² es agua.

## Demografía
Según el censo de 2010, había 1224 personas residiendo en New Vienna. La densidad de población era de 541,96 hab./km². De los 1224 habitantes, New Vienna estaba compuesto por el 96.73% blancos, el 0.82% eran afroamericanos, el 0.41% eran amerindios, el 0.33% eran asiáticos, el 0% eran isleños del Pacífico, el 0.49% eran de otras razas y el 1.23% pertenecían a dos o más razas. Del total de la población el 0.74% eran hispanos o latinos de cualquier raza.